# Ligne Ryōmō
La ligne Ryōmō (両毛線, Ryōmō-sen) est une ligne ferroviaire du réseau JR East au Japon. Elle relie la gare d'Oyama dans la préfecture de Tochigi à la gare de Shin-Maebashi dans la préfecture de Gunma.

## Histoire
La ligne a été ouverte dans sa totalité en 1889 par le chemin de fer de Ryōmō.

## Caractéristiques

### Ligne
- Longueur : 84,4 km
- Écartement : 1 067 mm
- Nombre de voies : Voie unique
- Alimentation : 1 500 Vcc par caténaire

### Tracé
|  |

### Interconnexions
À Shin-Maebashi, les trains continuent sur la ligne Jōetsu jusqu'à la gare de Takasaki.

### Liste des gares
| Gare                 | Nom japonais           | Distance depuis Oyama (km) | Correspondances                                                                          | Localisation | Localisation          |
| -------------------- | ---------------------- | -------------------------- | ---------------------------------------------------------------------------------------- | ------------ | --------------------- |
| Oyama                | 小山                   | 0                          | JR East Shinkansen : Tōhoku JR East : Tōhoku, Mito                                       | Oyama        | Préfecture de Tochigi |
| Omoigawa             | 思川                   | 5,4                        |                                                                                          | Oyama        | Préfecture de Tochigi |
| Tochigi              | 栃木                   | 10,8                       | Tōbu : Nikkō                                                                             | Tochigi      | Préfecture de Tochigi |
| Ōhirashita           | 大平下                 | 15,2                       |                                                                                          | Tochigi      | Préfecture de Tochigi |
| Iwafune              | 岩舟                   | 19,3                       |                                                                                          | Tochigi      | Préfecture de Tochigi |
| Sano                 | 佐野                   | 26,6                       | Tōbu : Sano                                                                              | Sano         | Préfecture de Tochigi |
| Tomita               | 富田                   | 31,1                       |                                                                                          | Ashikaga     | Préfecture de Tochigi |
| Ashikaga Flower Park | あしかがフラワーパーク | 32,0                       |                                                                                          | Ashikaga     | Préfecture de Tochigi |
| Ashikaga             | 足利                   | 38,2                       | Tōbu : Isesaki (à Ashikagashi)                                                           | Ashikaga     | Préfecture de Tochigi |
| Yamamae              | 山前                   | 42,7                       |                                                                                          | Ashikaga     | Préfecture de Tochigi |
| Omata (ja)           | 小俣                   | 47,3                       |                                                                                          | Ashikaga     | Préfecture de Tochigi |
| Kiryū                | 桐生                   | 52,9                       | Watarase Keikoku Railway : Watarase Keikoku Jomo Electric Railway : Jōmō (à Nishi-Kiryū) | Kiryū        | Préfecture de Gunma   |
| Iwajuku              | 岩宿                   | 56,9                       |                                                                                          | Midori       | Préfecture de Gunma   |
| Kunisada             | 国定                   | 63,3                       |                                                                                          | Isesaki      | Préfecture de Gunma   |
| Isesaki              | 伊勢崎                 | 69,1                       | Tōbu : Isesaki                                                                           | Isesaki      | Préfecture de Gunma   |
| Komagata             | 駒形                   | 74,9                       |                                                                                          | Maebashi     | Préfecture de Gunma   |
| Maebashi-Ōshima      | 前橋大島               | 78,1                       |                                                                                          | Maebashi     | Préfecture de Gunma   |
| Maebashi             | 前橋                   | 81,9                       | Jomo Electric Railway : Jōmō (à Chūō-Maebashi)                                           | Maebashi     | Préfecture de Gunma   |
| Shin-Maebashi        | 新前橋                 | 84,4                       | JR East : Jōetsu (interconnexion)                                                        | Maebashi     | Préfecture de Gunma   |

## Matériel roulant
Trains actuels
La ligne Ryōmō est parcourue par des trains de série 211 pour les services propres à la ligne.
Les trains de séries E231 et E233 ne circulent que sur la portion Maebashi - Shin-Maebashi.

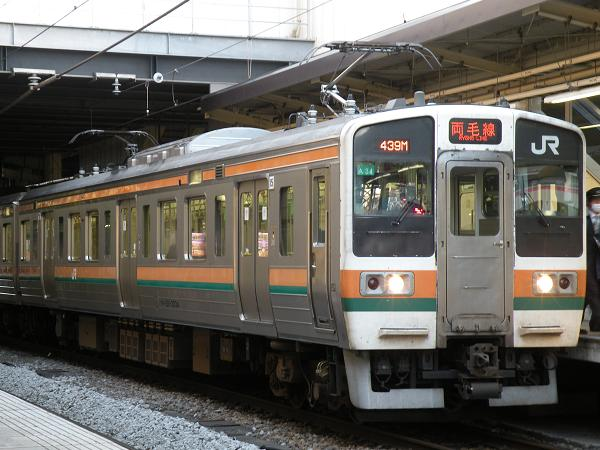
série 211
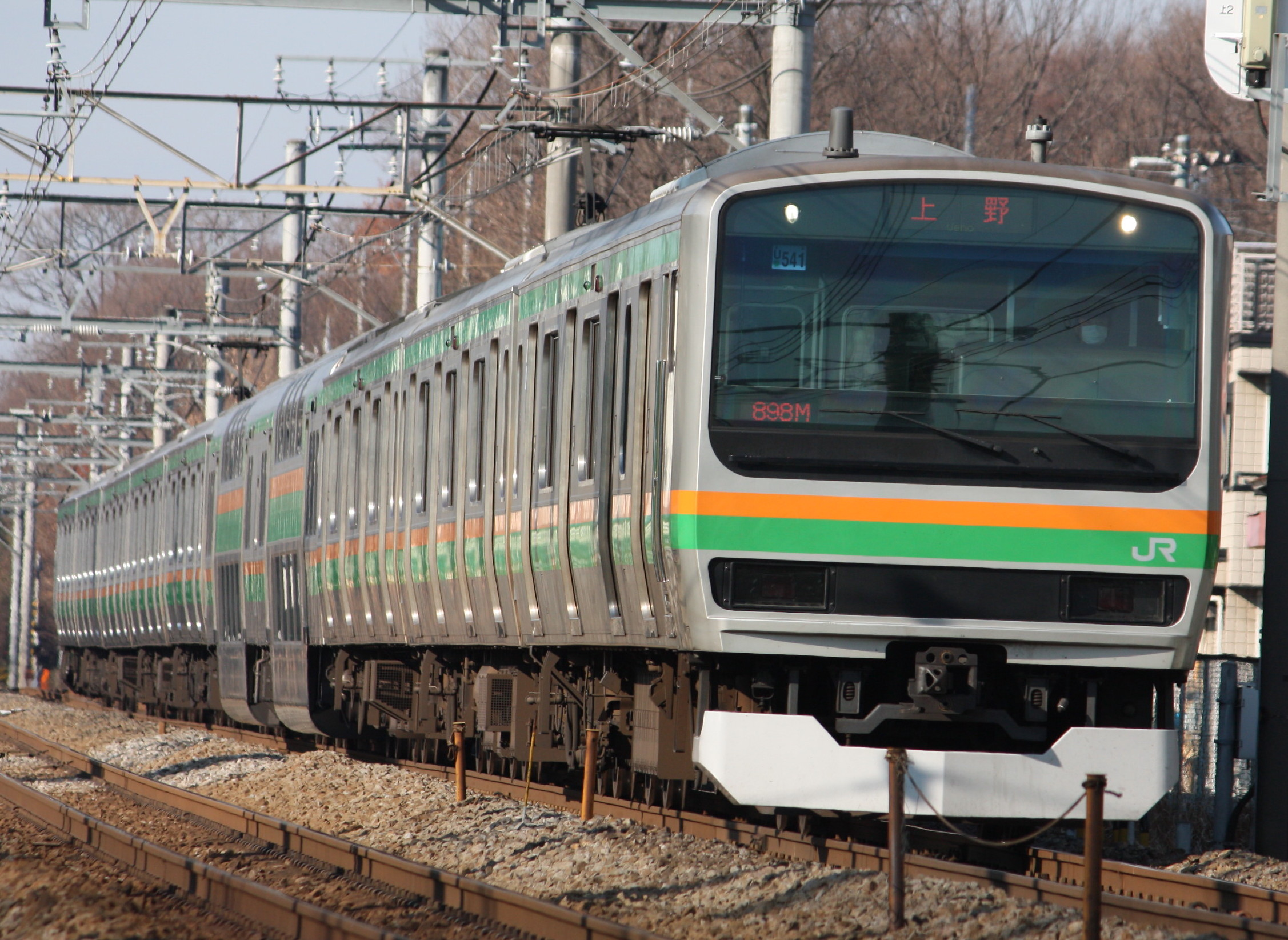
série E231
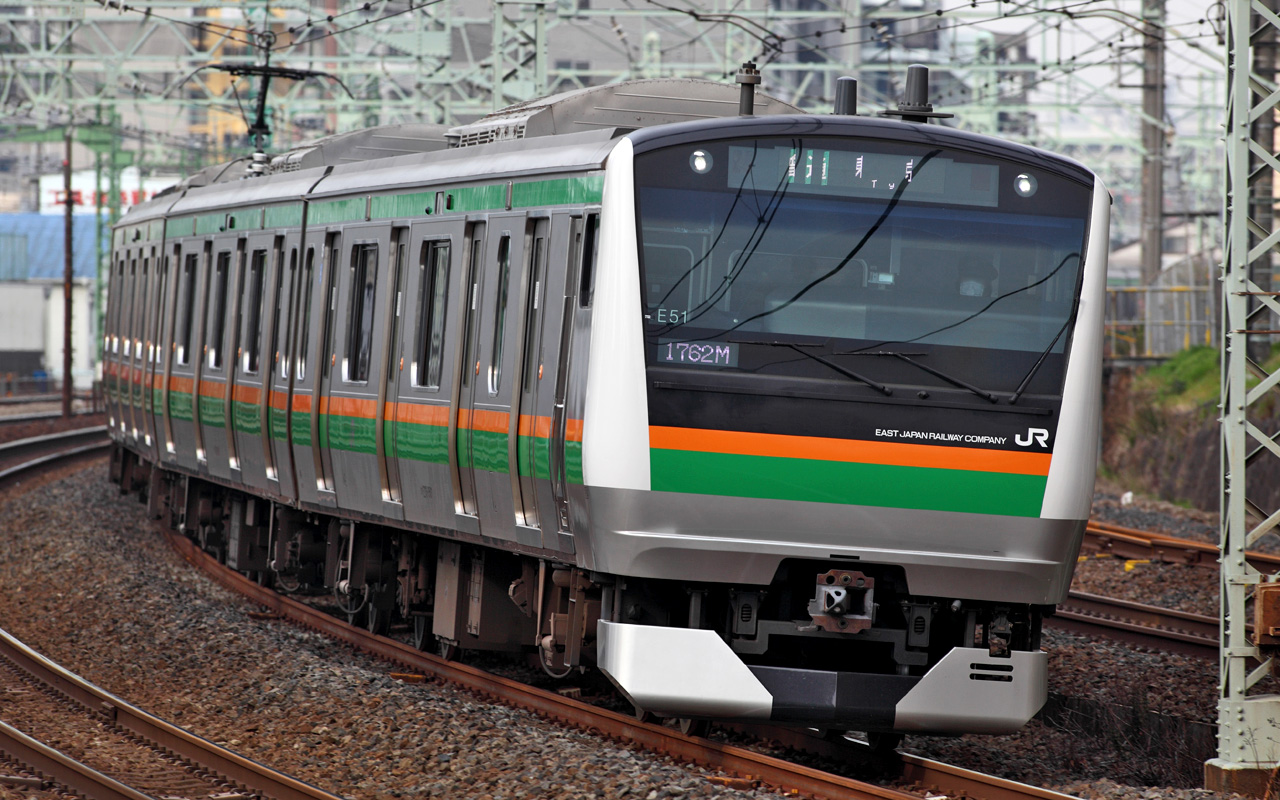
série E233

Anciens trains
Les trains suivants ont circulé sur la ligne Ryōmō jusqu'à récemment :
- série 651 jusqu'en mars 2021
- série 115 jusqu'en mars 2018
- série 107 jusqu'en septembre 2017
- série 185 jusqu'en mars 2016

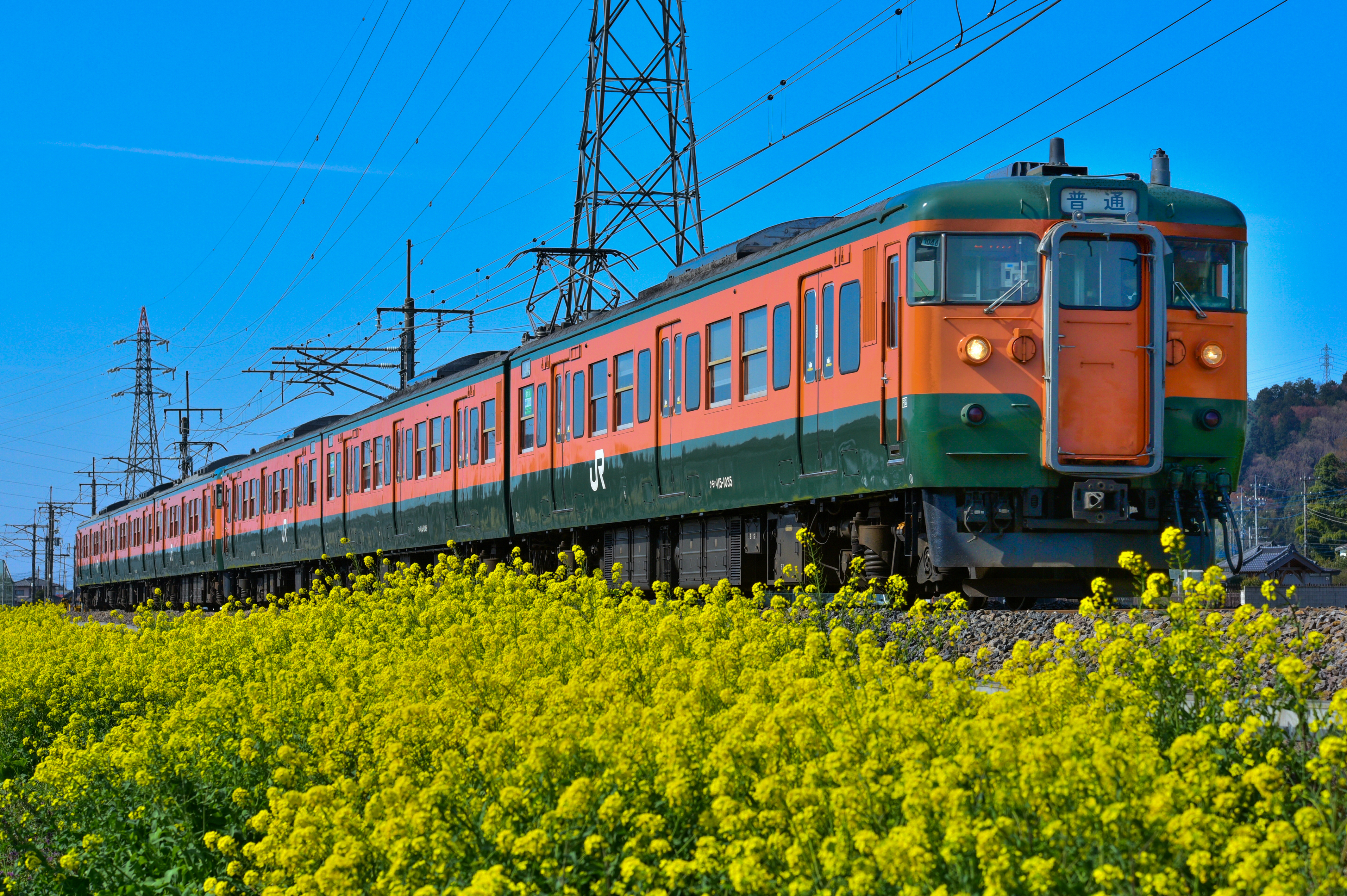
série 115
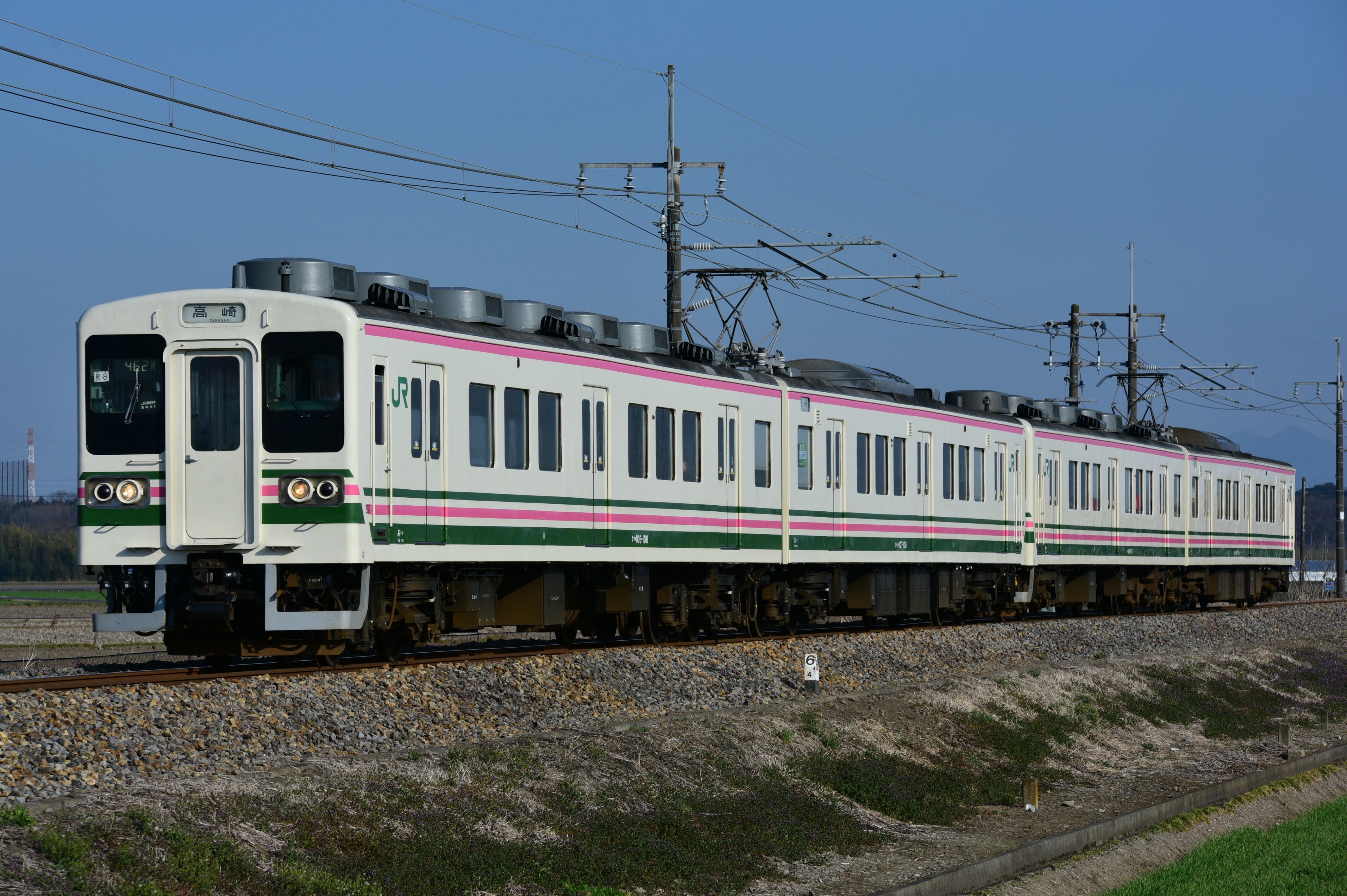
série 107
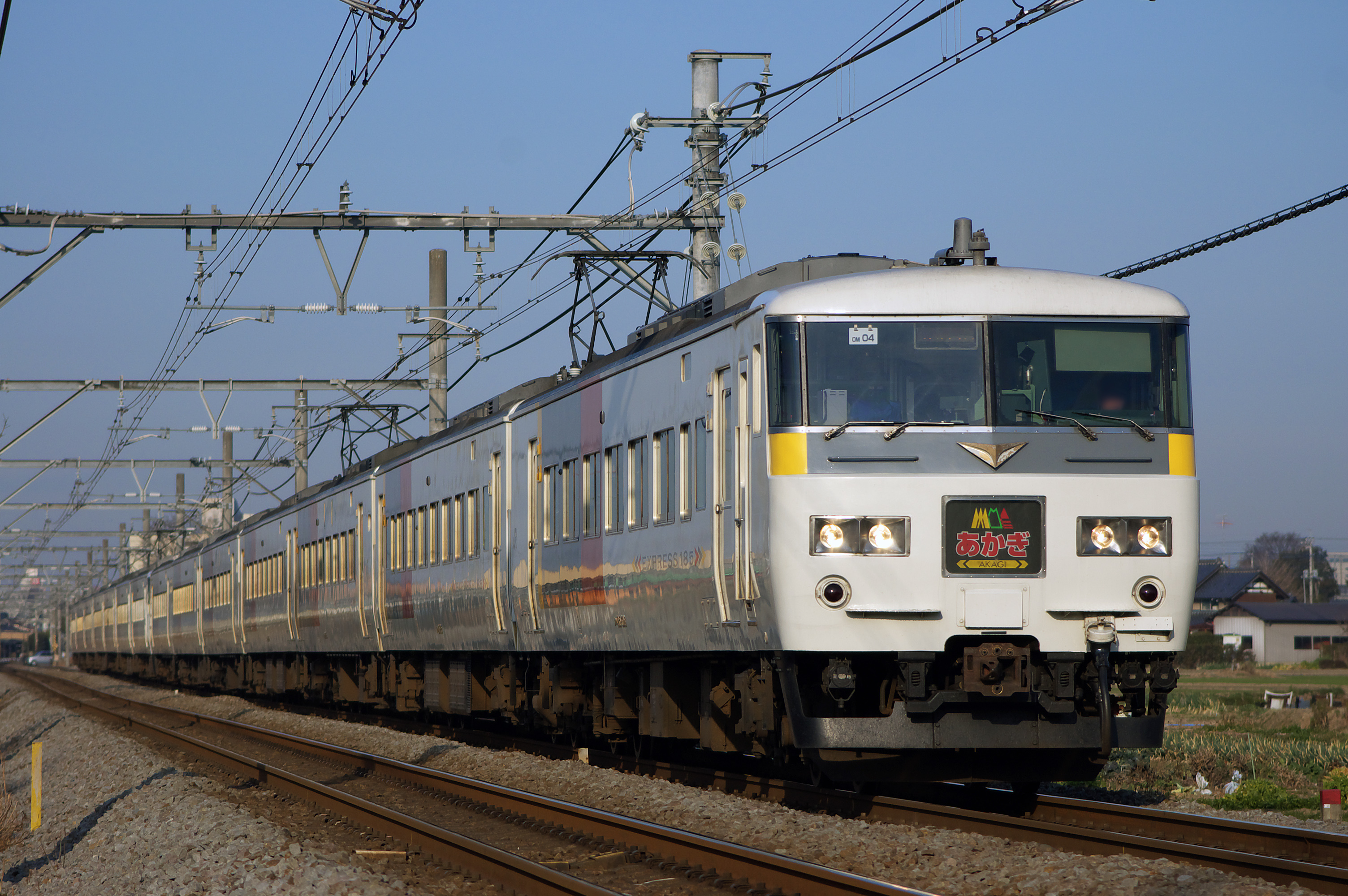
série 185
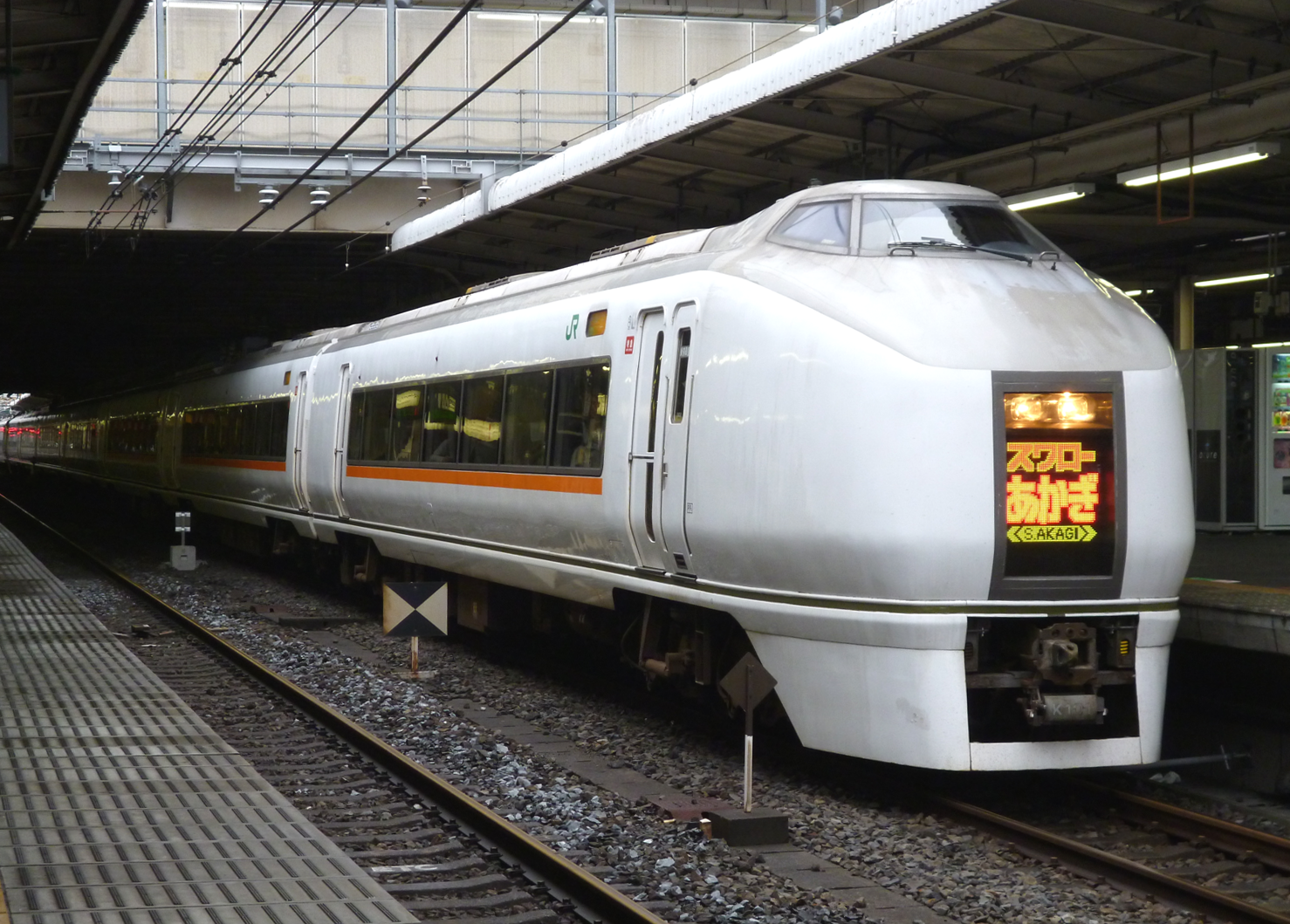
série E651